# Michael Sachs

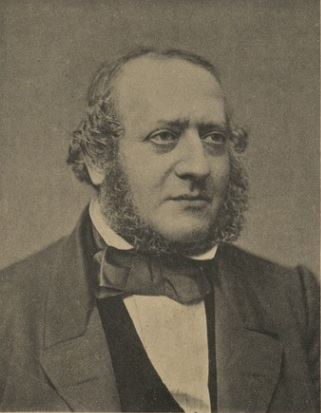
Il rabbino Michael Yechiel Sachs

Michael Sachs (in ebraico מיכאל יחיאל זַק‎?; Głogów, 3 settembre 1808 – 31 gennaio 1864) è stato un rabbino prussiano.

## Biografia
Sachs fu uno dei primi ebrei nella storia moderna a conseguire un PhD nel 1836. Nello stesso anno fu nominato rabbino a Praga e, nel 1844, a Berlino.
Sposò il lato conservatore dell'Ebraismo riformato, opponendosi all'introduzione dell'organo nelle sinagoghe al punto da rinunciare al ministero di rabbino, pur di non contraddire i propri convincimenti personali.

## Attività letteraria
Stimato predicatore, nel 1896 e nel 1891 pubblicò a Predigten la raccolta intitolata Sermons, in due volumi. Inoltre, collaborò ad una nuova traduzione della Bibbia insieme a Leopold Zunz.
È ricordato in particolare per il libro Die Religiose Poesie Der Juden in Spanien, originale ricerca sulla poesia ebraica,  e per Beiträge zur Sprach und Alterthum Forschung, in due volumi pubblicati nel 1852 e nel 1854.
La traduzione del Machzor, libro delle preghiere festive (9 volumi, 1855) per la prima volta riprodusse fedelmente la metrica degli inni ebraici medievali.
Un'altra opera popolare di Sachs fu Stimmen von Jordan und Euprat, parafrasi poetica di leggende rabbiniche, pubblicata nel 1853.

## Opere
- Sachs, Michael, Die religiöse Poesie der Juden in Spanien, Veit, Berlino, 1845.
- Sachs, Michael, Stimmen vom Jordan und Euphrat: ein Buch fürs Haus, Kauffmann, Francoforte, 1891.
- Sachs, Michael, Predigten, edited by David Rosin from the bequest of Sachs, Gerschel, Berlino, 1866-1869.
- Sachs, Michael, Beiträge zur Sprach- und Alterthumsforschung: aus jüdischen Quellen: 2 parts, Veit, Berlino, 1852 e 1854.